# دفاع شخصی

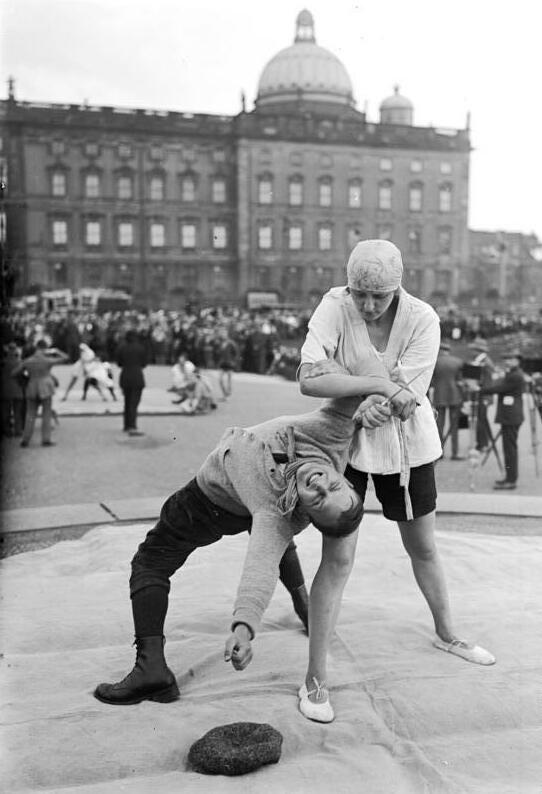
یک تکنیک جوجوتسو در برابر چاقوکشی.

دفاع شخصی یا دفاع از خود به پادکارهایی گفته می‌شود که شخص برای دفاع از سلامتی یا اموال خود یا دیگری به‌کار می‌بندد. در بسیاری از نظام‌های حقوقی، دفاع مشروع به عنوان حقی برای استفاده از زور در صورت مورد تعرض قرار گرفتن به رسمیت شناخته شده‌است.

## دفاع فیزیکی

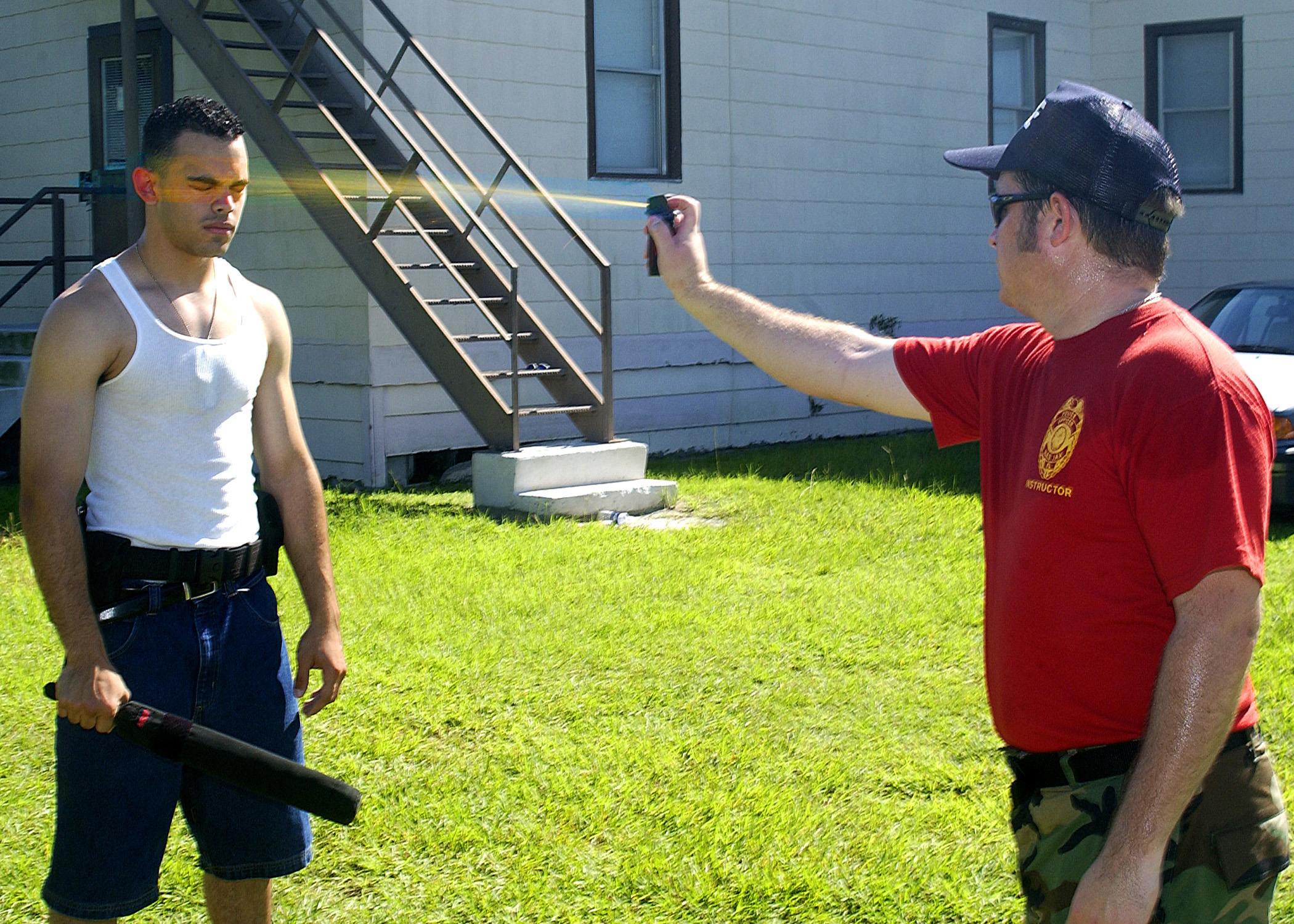
اسپری فلفل برای دفاع شخصی

دفاع فیزیکی به معنی استفاده از نیروی فیزیکی برای مقابله با یک تهدید خشونت‌آمیز فوری است. این نیروی فیزیکی ممکن است با استفاده از سلاح یا بدون سلاح اِعمال شود. در هر دو حالت، موفقیتِ دفاع به پارامترهای مختلفی از جمله شدت تهدید و نیز آمادگی ذهنی و فیزیکیِ مدافع بستگی دارد.

### دفاع بدون سلاح
هنرهای رزمی شامل تکنیک‌هایی برای دفاع از خود هستند. برخی از سبک‌های رزمی در وهلهٔ اول به منظور دفاع شخصی تمرین می‌شوند و برخی دیگر ورزش‌های رزمی یا مبارزه‌ای هستند که تکنیک‌های آنها برای دفاع شخصی نیز مؤثر است. برخی از باشگاه‌های رزمی، به منظور کاربردی‌تر شدن دفاع شخصی، ترکیبی از فنون رشته‌های مختلف رزمی را تمرین می‌کنند و همچنین تمرینات خود را با توجه به سبک زندگی، شغل، سن، جنسیت و توانایی‌های فیزیکی و ذهنیِ هر شخص، اختصاصی می‌کنند.

### دفاع با استفاده از سلاح
طیف گسترده‌ای از سلاح‌ها می‌تواند برای دفاع، با توجه به نوع تهاجم، نوع تکنیک و… مورد استفاده قرار گیرد که مناسب‌ترین آن، با توجه به نوع شرایط مختلف، متغیر است.
در بسیاری از موارد نیز استفاده از سلاح منع قانونی دارد؛ برای مثال، استفاده از سلاح گرم در اکثر کشورها ممنوع و غیرقانونی است، ولی باز به‌طور پنهانی از این سلاح‌ها استفاده می‌شود. سلاح‌های سردِ دیگری مانند انواع چاقو، باتون، افشانه فلفل و شوکِر (دستگاه شوک دهنده) وجود دارد که در برخی موارد، استفاده و حمل آنها منوط به اخذ مجوزهای مربوط است.
معمولاً حمل و استفاده از افشانه رنگی با شالودهٔ آب، نشانگر DNA یا افشانه شناساگر فرد برای نشانه‌گذاری شخص خاطی و مشخص کردن ارتباط وی با صحنهٔ جرم در اکثر کشورها مجاز است.
اشیاء روزمره، مانند چراغ قوه، چوب بیسبال، روزنامه، جاکلیدی با کلید، ظروف آشپزخانه، و قوطی‌های آئروسُل افشانه مو و ابزارهای دیگر، می‌توانند به عنوان سلاح بداهه برای دفاع از خود استفاده شوند. کراوات نیز به‌عنوان محدودیت شمرده می‌شود. سلاح‌هایی مثل کوبوتان (چوب جیبی) نیز برای دفاع بسیار مناسب است. چراغ قوه‌ها و خودکارهای تکنیکال نیز ابزارهایی مناسب و روزمره برای استفاده به این منظورند. چتر و عصا نیز از این دسته سلاح‌های پنهان شمرده می‌شوند. امروزه با گسترش جمعیت شهرنشینی، تنوع و تعدد بزهکاری (کیف قاپی، ایجاد مزاحمت و …) در جامعه و تغییر شیوهٔ وقوع جرایم، لزوم استفاده از تجهیزات دفاع شخصی به عنوان یک عامل بازدارنده و پیشگیری از وقوع جرائم امری ضروری و اجتناب ناپذیر است.

## دیگر چارچوب‌ها

### اجتناب
اجتناب از موقعیت‌های خطرناک، روشی مفید برای دفاع از خود است. حمله‌کننده معمولاً متمرکزتر، قوی‌تر و مسلح است و با شخصی که به او حمله می‌شود در یک سطح نیست. با توجه به این عوامل، شکست مهاجم بعید است. هنگامی که فرصتِ اجتناب ممکن است، شانس بیشتری برای فرار وجود دارد، که به آن تکنیک «فرار انفجاری» یا «فرار سریع» می‌گویند. اینکه ما درک کنیم موقعیت ما یک موقعیت خطرناک و کشنده است یا اینکه حداقل‌های حریف را بسنجیم، بسیار مهم و ضروری است. همیشه باید یک هشدار و آماده‌باش ذهنی داشته‌باشیم. ناگفته نماند که ما نیز نیاز به آموزش مهارت‌های رزمی و دفاعی برای عملکرد هرچه بهتر داریم، ولی احتیاط شرطِ عقل است.

### تشنج‌زدایی
به دفاع شخصیِ کلامی یا گفتاری گفته می‌شود. شالودهٔ این دفاع از دو ورزشِ آیکیدو و جودو گرفته شده و به همین نام‌ها نیز معروف است. این تکنیک، «استفاده از کلمات برای جلوگیری از درگیری و پایان دادن به حمله» تعریف شده‌است که راهی است برای سپر قرار دادن کلمات برای عدم درگیری. به این نوع عمل «مدیریت تعارض» نیز می‌گویند که تکنیکی است متشکل از استفاده از صدا، لحن، و زبانِ بدن برای آرام کردن وضعیت بالقوهٔ یک خشونت قبل از بالفعل شدن آن، که شامل تکنیک‌هایی مانند گرفتنِ زمان و منحرف کردن مکالمه به افراد دیگر، یا ورود به موقعیت همدلانه یا همذات‌پنداری برای ایجاد حس درک مهاجم است.

### هشدار شخصی
هشدارِ شخصی، یک راه برای درخواست دفاع از دیگران است. زنگ شخصی، نوعی دستگاه کوچک دستی است که صدای بلند، قوی و نافذ دارد و توجه دیگران را به شما جلب می‌کند. برای مثال، یک سوت استخر این کار را می‌تواند برای همه انجام دهد، و یک عامل بازدارنده برای مهاجمان به‌شمار می‌رود.

## آموزش دفاع شخصی
توصیه می‌شود تکنیک‌های دفاع شخصی تحت رفتارهای تهدیدآمیز و خشونت سیستماتیک در کلاس‌های دفاع شخصی آموخته شود. آموزش دفاع شخصی در رشته‌های گوناگون در سراسر جهان گسترده شده‌است و بسیاری از مدرسان هنرهای رزمی نیز کلاس‌های دفاع شخصیِ مختلفی را برگزار می‌کنند. درحالی‌که تمام آموزش‌های هنرهای رزمی را می‌توان استدلالی نسبت به برخی از برنامه‌های کاربردی برای دفاع شخصی دانست، دوره‌های دفاع شخصیِ مختلفی که با توجه به رخدادهای واقعیِ بهینه‌سازی به بازار عرضه شده‌است. با توجه به وجود ورزش‌های مناسب، تعدادی زیرشاخه‌های متنوع اختصاصی (برای مثال، دفاع در برابر اقدام به تجاوز برای زنان، دفاع از خود برای کودکان و نوجوانان) نیز وجود دارد.

### سیستم‌های قابل توجهِ تدریس دفاع شخصی
- سیستم‌های غیرنظامیِ مدرن ارتشی، مانند سیستما، کراوماگا، دیفندو، بلیتزدیفنز
- سیستم‌های فراگیر دفاع شخصی، مثل جیت کان دو، وینگ چون کونگ فو، آیکیدو، تکواندو، جودو ، آی اس دی او
- سیستم‌های دفاع در برابر اقدام به تجاوز برای بانوان زنان
- می‌توان از ورزش‌های براساس سیستم دفاع و حمله، مانند کونگ‌فو توآ، جیت کان دو، وینگ چون کونگ فو، کیک‌بوکسینگ، ساندا ،موای تای، بوکس، ساواته، جودو، جوجیتسو، تکواندو، سامبو، کاراته
- سیستم‌های سنتیِ دفاعیِ غیر مسلحانه، مانند تکواندو، هاپکیدو. این سبک‌ها همچنین می‌توانند شامل رقابت باشند.
- سیستم‌های سنتیِ دفاعیِ مسلحانه، مانند اسکریما/ آرنیس/ کالی، که شامل دفاع‌های غیر مسلحانه هم می‌شوند.